# Aquincum (városrész)
Aquincum Budapest III. kerületének egyik városrésze; nevét az egykor itt elterülő, azonos nevű római településről kapta. Területe nagy részét az Aquincumi Múzeumhoz tartozó római kori régészeti emlékek, illetve az egykori Óbudai Gázgyár és a lakótelepe, valamint az ott ma működő Graphisoft Park teszik ki.

## Határai
2012-ig határai a Budapest–Esztergom-vasútvonal a Szentendrei úttól a Dunáig, a folyó, Bogdáni út, Szentendrei út az esztergomi vasútvonalig voltak.
2012 decemberében határait úgy rajzolták át, hogy az azonos nevű római településhez tartozó összes régészeti és műemléki terület ebbe a városrészbe essen. Eszerint mai határai a Duna folyam – Bogdáni út – Szentendrei út – Kazal utca – Huszti út folytatása északi irányba a Zsófia utcáig – Zsófia utca – 23215 hrsz. – ú ingatlan déli telekhatára – 23152/45 hrsz. – ú ingatlan északkeleti telekhatára a Péter utcáig – Péter utca meghosszabbítása déli irányban a vasútvonalig – vasútvonal.

## Története
A mai városrész területe már az ókorban  lakott volt, a nevét adó Aquincumot a rómaiak alapították valamikor az 1. században. A település kezdetben főleg a környező katonai táborok kiszolgálásából élt, majd gyors fejlődésnek indult, mielőtt a 4. században a folyamatos támadások miatt Aquincum-polgárváros fokozatosan elnéptelenedett. Miután Aquincumot a Római Birodalom feladta, a romokon tovább folyt az élet.
Még ebben az évszázadban egy keresztény egyházi püspökség jött létre, ami a Birodalom megszűnte után is összefogta az itt élőket. Ekkor épült három ókeresztény bazilika is a hozzájuk tartozó kolostorokkal, amiket sokáig használtak. I. Constantinus korában nagy erődöt építettek a Duna-parton, amiről bebizonyosodott, hogy még évszázadokon keresztül lakott volt, és csak a 14. század végén kezdték el a bontását. A honfoglalás idején az itt élő lakosság a keresztény hit valamelyik változatát vallotta.
1778-ban egy óbudai szőlősgazda római padlófűtés (hypocaustum) maradványaira talált munka közben. A leletet Schönvisner István azonosította Aquincum városával. A második világháború utáni helyreállítási munkák és a folyamatos korszerűsítések során végzett óriási földmunkák során sorra kerültek és kerülnek elő mind a mai napig a föld alól az ókori emlékek.
Budapest 1873-as létrehozásakor lett a főváros része.
A Fővárosi Közgyűlés 2012. december 12-én Mocsárosdűlő délkeleti, Kaszásdűlő északkeleti és Rómaifürdő délnyugati sarkát, vagyis az Aquincum nevű római településhez tartozó összes régészeti és műemléki területet egyben Aquincum városrészhez csatolta

## Közlekedése
A városrész fő útvonala a Szentendrei út, ami Budapest ezen részének egyik főútvonala is. A Nyugati pályaudvartól eredeztetett Budapest–Esztergom-vasútvonalnak van Aquincum nevű megállója a városrész északnyugati sarkában a H5-ös (azaz szentendrei HÉV)  Aquincum nevű megállóhelye mellett. Ugyanezen a HÉV vonalon Filatorigát megállóhely és Kaszásdűlő megállóhely szintén Aquincumban, vagy annak határán található.
Az egész városrészben csak a Szentendrei út mentén van buszmegálló, kivéve egyetlen egyet az Óbudai Gázgyár egykori munkástelepe (most lakótelep) mellett, ahová a 106-os busz tér be Rómaifürdő irányába.